# Oberaurach
Oberaurach er en kommune i Landkreis Haßberge i Regierungsbezirk Unterfranken i den tyske delstat Bayern.

## Geografi
Oberaurach ligger i Naturpark Steigerwald. Vest for landsbyen Neuschleichach har floden Aurach sit udspring.

### Inddeling
Ud over Oberaurach er der 8 landsbyer og nogle bebyggelser i kommunen:
| - Dankenfeld med Seesbühl - Fatschenbrunn - Kirchaich med Nützelsbach - Neuschleichach - Oberschleichach - Tretzendorf - Trossenfurt med Hummelmarter - Unterschleichach |